# Список масових убивств у Росії
Це список відомих масових убивств, які сталися в Росії.

## 2020-ті
| Дата              | Розташування                                                 | Загиблих | Поранених | Усього | Опис |
| ----------------- | ------------------------------------------------------------ | -------- | --------- | ------ | --- |
| 27 березня 2024   | Ставрополь, Ставропольський край                             | 3        | 1         | 4      | Перш ніж покінчити з собою, 37-річний чоловік з травматичного пістолета застрелив двох доньок і тяжко поранив дружину. |
| 22 березня 2024   | Красногорськ, Московська область                             | 145      | 551       | 696    | Четверо озброєних нападників влаштували масову стрілянину по відвідувачах «Крокус Сіті Голл» та підпалили концертну залу. |
| 7 грудня 2023     | Брянськ, Брянська область                                    | 2        | 5         | 7      | Восьмикласниця відкрила вогонь з дробовика, вбила свою однокласницю, поранила чотирьох і скоїла самогубство. |
| 14 жовтня 2023    | Мирний, Якутія                                               | 4        | 0         | 4      | Віктор Черних розстріляв 4 осіб |
| 24 вересня 2023   | Любинський, Омська область                                   | 4        | 0         | 4      | Дмитрій Мігунов вбив свого шуріна та двої свої дітей. Після чого скоїв самогубство. |
| 24 листопада 2022 | Кримськ, Краснодарський край, Росія                          | 4        | 1         | 5      | 66-річний чоловік відкрив стрілянину в медичному центрі, убивши двох людей. Потім він вийшов на вулицю та стріляв у перехожих на тротуарі, застрелив одну людину та поранив іншу, після чого покінчив життя самогубством. Двоє загиблих були знайомими нападника.                                                                        |
| 15 жовтня 2022    | Село Солоті Валуйського району Бєлгородської області, Росіїя | 11       | 15        | 26     | Теракт стався під час занять з вогневої підготовки. Двоє мобілізованих, які були уродженцями однієї з країн СНД, розстріляли особовий склад підрозділу і згодом були вбиті вогнем у відповідь. |
| 26 вересня 2022   | Іжевськ, Республіка Удмуртія, Росія                          | 18       | 24        | 42     | Артем Казанцев, одягнутий в чорний одяг і балаклаву, відкрив стрілянину в школі № 88 в Іжевську. Після чого скоїв самогубство. |
| 15 липня 2022     | Новошахтинськ, Ростовська область, Росія                     | 4        | 1         | 5      | Денис Машонський застрелив чотирьох людей, ще одного поранив. |
| 26 квітня 2022    | Вешкайм, Ульяновська область Росії                           | 4        | 1         | 5      | Масове вбивство у Вешкаймі сталося вдень 26 квітня 2022 року у робочому селищі Вешкайм Ульяновської області Росії. Стрільбі в дитячому садку «Горобинка» передувало вбивство 68-річного місцевого жителя, власника мисливської рушниці. В результаті стрілянини загинули 4 людини, один отримав поранення, нападник наклав на себе руки. |
| 7 грудня 2021     | Москва                                                       | 2        | 4         | 6      | Вбивство в МФЦ «Рязанський» у Москві: Сергій Глазов, колишній війсковослужбовець влаштував стрілянину після того, як його попросили вдягнути медичну маску. Внаслідок стрілянини двоє людей загинули, ще четверо (двоє чоловіків та дві жінки) було поранено.                                                                            |
| 20 вересня 2021   | Перм, Пермський край                                         | 6        | 47        | 53     | Стрілянина в Пермському державному університеті: Озброєний (Тимур Бекмансуров) застрелив кількох людей в університеті в Пермі, перш ніж був затриманий поліцією. |
| 27 червня 2021    | Бісер, Пермський край                                        | 3        | 1         | 4      | Сергій Шинкевич застрелив трьох і поранив одну людину. |
| 11 травня 2021    | Казань, Татарстан                                            | 9        | 23        | 32     | Розстріл у Казанській школі: Ілназ Галяв'єв вбив вісім учнів та одного вчителя у школі № 175 та поранив 23 інших, перш ніж був заарештований. |
| 9 листопада 2020  | Воронеж Воронезької області                                  | 3        | 1         | 4      | Антон Макаров розстріляв 3 людей і ще 1 поранив, після чого був заарештований. |
| 7 листопада 2020  | Єкатеринбург, Свердловська область                           | 4        | 1         | 5      | Дмитро Захаров застрілив 3 людей і ще 1 поранив, після чого застрелився. |
| 12 жовтня 2020    | Большеорловское, Нижегородська область                       | 5        | 2         | 7      | Даніїл Монахов застрілив 4 людей і ще 2 поранив, після чого застрелився. |
| 18 червня 2020    | Москва                                                       | 4        | 0         | 4      | Севастьян Путінцев застрелив 3 людей, після чого застрелився. |
| 4 квітня 2020     | Єлатма Рязанської області                                    | 5        | 0         | 5      | Антон Франчиков розстріляв 5 людей. |
| 15 лютого 2020    | Калінінград, Калінінградська область                         | 4        | 1         | 5      | Фазіл Бахрамов застрелив 2 людей та поранив ще 1, після чого застрелився. |

## 2010-ті
| Дата              | Розташування                                      | Загиблих | Поранених | Усього | Опис |
| ----------------- | ------------------------------------------------- | -------- | --------- | ------ | --- |
| 19 грудня 2019    | Москва                                            | 3        | 5         | 8      | Московський штаб ФСБ: Євген Манюров застрелив 2 людей і 5 поранив, після чого його застрелила поліція. |
| 14 листопада 2019 | Благовєщенськ, Амурська область                   | 2        | 3         | 5      | Стрілянина в Амурському коледжі: Студент Амурського будівельного коледжу відкрив вогонь по інших студентах, а потім застрелився. |
| 25 жовтня , 2019  | Горний, Gorny, Забайкальський край                | 8        | 2         | 10     | Стрілянина в Горному: солдат-призовник відкрив вогонь по своїх колегах під час зміни варти |
| 24 травня 2018    | Республіка Саха                                   | 6        | 0         | 6      | Олександр Новіков вбив 5 людей в одному з будинків. |
| 18 лютого 2018    | Кизляр, Дагестан                                  | 6        | 4         | 10     | Розстріл церкви в Кизлярі: Халіл Халілов застрілив 5 людей та поранив 4 інших, після чого був убитий поліцією. |
| 23 жовтня 2017    | Шелковська, Чечня                                 | 5        | 0         | 5      | Марат Гаджиєв розстріляв 4 солдатів, після чого його розстріляли інші солдати. |
| 29 вересня 2017   | Бєлогорськ                                        | 3        | 2         | 5      | Гасан Абдулахадов розстріляв і вбив 3 солдатів, ще 2 поранив, а наступного дня був розстріляний. |
| 19 серпня 2017    | Сургут, Ханти-Мансійський автономний округ — Югра | 1        | 7         | 8      | У центрі міста дагестанець Артур Гаджієв нападав з ножем та сокирою на перехожих. Було поранено 7 людей. Нападника було ліквідовано двома пострілами наряду поліції під час погоні. Відповідальність за різанину взяла на себе «Ісламська держава»         |
| 10–11 червня 2017 | Московська область                                | 6        | 6         | 12     | Масове вбивство в Кратовому: Ігор Зенков вбив 5 людей і 6 поранив, а потім застрелився. |
| 4 липня 2017      | Тверська область                                  | 9        | 0         | 9      | Масове вбивство в Редкіно: Сергій Єгоров вбив 9 людей. |
| 21 квітня 2017    | Хабаровськ, Хабаровський край                     | 4        | 1         | 5      | Конєв Антон В'ячеславович розстріляв і вбив 2 людей у приймальні ФСБ, ще одного поранив і був вбити в результаті вогневого удару. Перед нападом він застрелив інструктора в тирі.                                                                          |
| 15 грудня, 2016   | Смоленська область                                | 5        | 3         | 8      | Георгій Борисович Юдаєв застрілив 4 людей та поранив 3, а потім застрелив себе. |
| 8 травня 2016     | Московська область                                | 5        | 0         | 5      | Масове вбивство в Єгорьевску: Ілля Асєєв вбив 5 людей і був заарештований наступного дня. |
| 29 грудня 2015    | Дербент, Дагестан                                 | 1        | 11        | 12     | Атака Дербентської фортеці невідомими. Внаслідок обстрілу туристів з автоматичної зброї одна людина загинула та ще 11 отримали поранення. |
| 19 жовтня 2015    | Красногорський міський округ, Московська область  | 4        | 0         | 4      | Аміран Георгадзе застрілив 4 людей і застрелився 20 жовтня. |
| 26 серпня 2015    | Костромська область                               | 6        | 1         | 7      | Павло Бахтін застрелив п'ятьох солдатів і ще одного поранив, а потім застрелив себе. |
| 27 січня 2015     | Благовєщенськ, Амурська область                   | 4        | 0         | 4      | Володимир Левкін застрелив 3 людей, а потім застрелив себе. |
| 5 жовтня 2014     | Грозний, Чечня                                    | 6        | 12        | 18     | 19-річний Апти Мударов вчинив самопідрив після того, як його зупинили поліцейські під час проходу рамок металошукача на святкуванні Дня міста. Вибух стався о 17:05 за дві години до початку святкового заходу. 5 поліцейських загинули, ще 12 постраждали |
| 9 лютого 2014     | Южно-Сахалінськ, Сахалінська область              | 2        | 6         | 8      | Стрілянина у Воскресенському соборі Південно-Сахалінська: Степан Комаров застрелив 2 людей та ще 6 поранив. |
| 3 лютого 2014     | Москва                                            | 2        | 1         | 3      | Стрілянина в московській школі № 263: Сергій Гордєєв застрілив 2-х людей та поранив 1-го. |
| 22 квітня 2013    | Бєлгород, Бєлгородська область                    | 6        | 0         | 6      | 2013 Білгородська стрілянина: Сергій Помазун застрілив 6 людей і був заарештований наступного дня. |
| 7 листопада 2012  | Москва                                            | 6        | 1         | 7      | Стрілянина в Медведкові: Дмитро Виноградов застрілив 6 людей та поранив один одного. |
| 28 серпня 2012    | Беліджі, Дагестан                                 | 8        | 6         | 14     | Рамзан Алієв розстріляв 7 солдатів і ще 6 поранив, після чого солдати розстріляли. |

## 2000-ті
| Дата              | Розташування                             | Загиблих | Поранених | Усього | Опис |
| ----------------- | ---------------------------------------- | -------- | --------- | ------ | --- |
| 27 квітня 2009    | Москва                                   | 2        | 7         | 9      | Денис Євсюков застрілив і вбив 2 людей, ще 7 поранив. |
| 13 квітня 2009    | Борзой, Чечня                            | 3        | 1         | 4      | Невідомий солдат застрелив 3-х солдатів і поранився. |
| 7 липня 2008      | Приморський край                         | 4        | 0         | 4      | Невідомий солдат застрелив 3 солдатів і вбив себе. |
| 6 грудня 2007     | Дагестан                                 | 1        | 2         | 3      | Володимир Булдахін застрелив 1 солдата та поранив 2 інших. |
| 23 квітня 2007    | Балашиха, Московська область             | 4        | 0         | 4      | 2007 р. Розстріл Балашихи: Олександр Левін застрелив 4 осіб. |
| 6 лютого 2007     | Астраханська область                     | 3        | 1         | 4      | Петро Бабін застрелив 2 солдатів і ще 1 поранив, а потім застрелився. |
| 15 березня 2005   | Читинська область                        | 7        | 1         | 8      | 4 солдати вбили 6 людей. |
| 30 серпня 2004    | Дагестан                                 | 2        | 1         | 3      | В'ячеслав Усталов розстріляв 2 солдатів і 1 поранив. |
| 9 травня 2004     | Грозний, Чечня                           | 7        | 80        | 87     | Терористичний акт на гостьовій трибуні стадіону "Динамо". Внаслідок підриву закладеного в основу трибуни фугасу загинули 7 людей, зокрема промосковський президент Чечні Ахмат Кадиров, а близько 80 осіб отримали поранення. 17 травня 2004 р. Шаміль Басаєв заявив, що він є замовником диверсії. |
| 1 серпня 2003     | Моздок, Північна Осетія                  | 52       | 82        | 134    | Начинена вибухівкою та керована смертником армійська вантажівка КамАЗ протаранила ворота і вибухнула біля будівлі війського госпіталю.. |
| 20 лютого 2003    | Красноярський край                       | 5        | 0         | 5      | Сергій Ханов застрелив 4 солдатів, а потім застрелив себе. |
| 27 грудня 2002    | Грозний, Чечня                           | 71       | 640       | 711    | Шахід, що керував замінованою вантажівкою, підірвав будинок промосковського уряду Чечні у Грозному. 25 лютого 2003 р. Шаміль Басаєв взяв на себе відповідальність за організацію цієї диверсії. |
| 29 листопада 2002 | Карачаєво-Черкесія                       | 5        | 6         | 11     | Денис Соловйов застрілив п'ятьох солдатів і ще 6 поранив. |
| 25 серпня 2002    | Приморський край                         | 5        | 10        | 15     | Ярославський: Сергій Семидовський застрілив 5 людей та ще 10 поранив. |
| 23 серпня 2002    | Інгушетія                                | 8        | 0         | 8      | Олег Хисматулін та Микола Божков розстріляли 8 солдатів. |
| 11 квітня 2002    | Махачкала                                | 2        | 2         | 4      | Турар Абугалієв застрелив і вбив 2 солдатів, 1 поранив, а потім поранив себе. |
| 3–5 лютого 2002   | Татарстан                                | 11       | 2         | 13     | Алмаз Шагєєв та Михайло Сухоруков вбили 9 людей та ще 2 поранили. Шагєєв вбив Сухорукова, а потім вбив себе. |
| 31 січня 2002     | Уелен, Чукотський автономний округ       | 4        | 0         | 4      | Андрій Растегаєв розстріляв 4 солдатів. |
| 6 серпня 2001     | Абакан, Хакасія                          | 4        | 0         | 4      | Денис Перцев розстріляв 4 солдатів. |
| 8 липня 2001      | Каменськ-Шахтинський, Ростовська область | 6        | 1         | 7      | Денис Смишляєв та Євген Самойлов розстріляли 6 солдатів і 1 поранили. |
| 30 вересня 2000   | Солікамськ, Пермський край               | 2        | 6         | 8      | Олексій Скоробогатих застрелив двох солдатів та ще 6 поранив. |
| 7 квітня 2000     | Волгоградська область                    | 8        | 0         | 8      | Олег Долженко розстріляв 8 солдатів. |

## 1990-ті
| Дата              | Розташування                          | Загиблих | Поранених | Усього | Опис |
| ----------------- | ------------------------------------- | -------- | --------- | ------ | --- |
| 8 жовтня 1999     | Мекенська, Чечня                      | 35       | 20+       | 55+    | Ахмед Ібрагімов розстріляв 35 людей і поранив понад 20 інших.                                                                 |
| 10 вересня 1998   | Североморськ Мурманської області      | 9        | 2         | 11     | Російський підводний човен "Вепр" (К-157) : Олександр Кузьминих застрілив і вбив 8 солдатів, ще 2 поранив. Потім застрелився. |
| 26 січня 1998     | Побєдіно Сахалінської області         | 7        | 1         | 8      | Олег Наумов розстріляв 7 солдатів і 1 поранив.                                                                                |
| 29 травня 1997    | Гусіноозерськ, Бурятія                | 6        | 0         | 6      | Євген Горбунов розстріляв 6 солдатів.                                                                                         |
| 9 квітня 1997     | Камишин Волгоградської області        | 6        | 2         | 8      | Сергій Лепнєв застрелив 6 колег та поранив 2.                                                                                 |
| 4 січня 1997      | Перм, Пермський край                  | 4        | 4         | 8      | Олег Лохматов розстріляв 3 солдатів та 1 цивільну особу та поранив 3 цивільних.                                               |
| 10 жовтня 1996    | Смірних Сахалінської області          | 4        | 0         | 4      | Сергій Хрущ та Костянтин Крилов розстріляли чотирьох солдатів.                                                                |
| 26 лютого 1996    | Кузовлево Томської області            | 4        | 0         | 4      | Юрій Довган та Олександр Кочетков вбили двох солдатів, а їх вбив ще один солдат.                                              |
| 14 листопада 1995 | Забайкальський край                   | 2        | 3         | 5      | Валерій Сахаров вбив 2 та поранив ще 3 солдатів.                                                                              |
| 30 липня 1995     | Острів Попов, Приморський край        | 5        | 6         | 11     | В'ячеслав Бугаков розстріляв п'ятьох солдатів і ще 6 поранив.                                                                 |
| 8 березня 1994    | Острів Танфілєва, Сахалінська область | 6        | 3         | 9      | Дмитро Бєлков та Андрій Богдашин розстріляли 6 солдатів та поранили 3.                                                        |
| 26 березня 1992   | Кяхта, Бурятія                        | 8        | 2         | 10     | Невідомий солдат вбив 8 солдатів та поранив 2 інших.                                                                          |

## Виноски
1. 1 2  Включно зі злочинцем
2. ↑  включно з ненародженою дитиною
3. ↑  Включно з двома злочинцями